# Mesosa tenuefasciata
Mesosa tenuefasciata är en skalbaggsart som beskrevs av Maurice Pic 1926. Mesosa tenuefasciata ingår i släktet Mesosa och familjen långhorningar. Inga underarter finns listade i Catalogue of Life.